# Elena Bono
Elena Bono (Sonnino, 29 ottobre 1921 – Lavagna, 26 febbraio 2014) è stata una scrittrice, poetessa e traduttrice italiana.

## Biografia
Figlia di Francesco Bono, noto studioso di letteratura classica, e di Giselda Cardosi, nacque a Sonnino nel 1921. Per motivi legati al lavoro del padre insegnante la sua famiglia si trasferì prima a Recanati e, all'età di dieci anni, in Liguria presso la città di Chiavari dove il genitore ricoprì la carica di preside del liceo classico statale "Federico Delpino". Qui sposò il 21 febbraio 1959 il marito Gian Maria Mazzini, imprenditore e critico letterario chiavarese.
Ha tradotto opere letterarie dal greco e dal latino; ha composto poesie ed è stata autrice di romanzi e opere per il teatro.
Pubblicata negli anni '50 da Garzanti, dal 1980 tutta la sua opera è stata pubblicata dalla casa editrice "Le Mani" di Francangelo Scapolla (Recco, Ge). Nel 1990, in occasione di una intervista per IL GIORNALE, conosce Stefania Venturino, che la affiancherà fino al 2014 per la promozione, la cura e la valorizzazione della sua opera letteraria in Italia e all'estero. Nel 2013 pubblica in versione e-book il suo capolavoro assoluto, Morte di Adamo, con annotazioni inedite dell'autrice e la presentazione di Andrea Monda.
È autrice di una biografia sul capo partigiano Aldo Gastaldi: Per Aldo Gastaldi "Bisagno", pubblicato presso l'editrice Le Mani nel 1998 e riedito dall'editrice milanese Ares nel 2020.
Ha vinto numerosi premi letterari tra cui il Premio del Consiglio Organizzativo Mondiale Arte e Cultura a Città del Messico, nel 2000, e il Premio "Universo Donna" indetto dalla Regione Siciliana, nel 2001.
Nel luglio 2008 è stata premiata con la cittadinanza onoraria di Sonnino. Ammalata da tempo, Elena Bono muore il 26 febbraio 2014 all'ospedale di Lavagna dove era ricoverata per un aggravamento del suo stato di salute. I funerali sono stati celebrati nella cattedrale di Nostra Signora dell'Orto a Chiavari, città dove è stata sepolta con indosso lo scapolare francescano come da sue volontà.
Il 2 giugno 2019 il comune di Chiavari, nell'ambito del Festival della Parola con tema il "Dialogo" in quella edizione, le intitola la fontana della piazza principale della città, piazza delle Carrozze, alla presenza delle autorità cittadine e delle associazioni culturali locali.

## Opere principali

### Poesia
- I galli notturni liriche, Garzanti, 1952
- Alzati Orfeo liriche, Garzanti, 1958
- Piccola Italia, EmmeE, 1981
- Invito a palazzo liriche, EmmeE, 1982
- Ballata in tre tempi per Francesco d'Assisi, Urbino, L'Arcangelo, 1985
- Poesie Opera Omnia, Recco, Le Mani, 2007

### Narrativa
- Morte di Adamo, Milano, Garzanti, 1956; Recco, EmmeE, 1988; versione e-book con note inedite dell'autrice: Breviario Digitale, 2013
- Come un fiume come un sogno, Recco, EmmeE, 1985; Le Mani, 1999
- Una valigia di cuoio nero, Recco, Le Mani, 1998; versione e-book: Breviario digitale, 2015
- Fanuel Nuti - Giorni davanti a Dio, Recco, Le Mani, 2003
- Fanuel Nuti - Giorni davanti a Dio - II tomo, Recco, Le Mani, 2011
- La moglie del procuratore, Genova, Marietti, 2015 (lungo racconto facente parte di Morte di Adamo)

### Teatro
- Ippolito, Garzanti, 1954
- La testa del Profeta, Milano, Garzanti, 1965; Le Mani, 2003
- El entierro del Rey, La Fiera letteraria, agosto 1971
- Cuore senza fine, Paravia, 1975
- I templari, EmmeE, 1986
- Odio e amo, tu forse mi chiedi..., EmmeE, 1991
- Gatto di sangue, Le Mani, 1993
- Lo zar delle farfalle nere, Le Mani, 1994
- Le spade e le ferite. Sei quadri di Elena Bono; Le Mani, Genova 1995. ISBN 978-88-8012-021-6
- L'ombra di Lepanto, Le Mani, 1996
- Flamenco Matto, Le Mani, 1996
- Giuseppe Garibaldi, quasi una storia di famiglia, Le Mani, 1997
- La grande e la piccola morte, Le Mani, 2003
- Saga di Carlo V e Francesco I, Le Mani, 2005 (contiene anche La grande e la piccola morte)
- L'erba e le stelle. Fra mito e storia (racconti e pièce per teatro da camera), Le Mani, 2011

## Saggistica
- Per Aldo Gastaldi «Bisagno», Le Mani, 1995, 2003; Ares 2020